# Vittorio Russo (scrittore)
Vittorio Russo (Castel Volturno, 14 dicembre 1939) è uno scrittore italiano, capitano di lungo corso, autore di saggi, libri di viaggi, romanzi e racconti.

## Biografia
Dopo gli studi presso l’Istituto Nautico di Napoli Duca degli Abruzzi è stato imbarcato su navi militari e mercantili. La descrizione dei paesi visitati appare in molti suoi lavori. Particolarmente interessato ai problemi del sacro, ha approfondito le sue ricerche con lo storico del cristianesimo Ambrogio Donini e il biblista Marcello Craveri. Ha pubblicato studi di cristologia. È coautore delle Guide Verdi  Rajasthan Delhi Agra (Touring Club Italiano ed. 2016) e di Napoli e il Golfo (Touring Club Italiano ed. 2019). Dal 2023 dirige la collana Zig Zag per Sandro Teti Editore. Gli ultimi suoi libri sono: Equatore, pubblicato nel marzo 2019 da Cairo Editore, L'Uzbekistan di Alessandro Magno (candidato al Premio Viareggio Rèpaci Ed. 2021) del maggio 2019 pubblicato da Sandro Teti Editore con prefazione di Franco Cardini, Racconti di viaggi geografie storie e cose del 2021 e Pigafetta e Magellano - Un viaggio alla fine del mondo del 2023, Sandro Teti Editore, con prefazione di Franco Cardini, Miryam - Il segreto della Madre, pubblicato nell'agosto 2025 da Baldini+Castoldi - La nave di Teseo .

## Opere
- Introduzione al Gesù Storico, Catanzaro, Antonio Carello Editore, 1977. (Nuova Edizione E-Book, Narcissus, 2015, ISBN 978-60-5035-242-9).
- Il Gesù Storico, Napoli, Fausto Fiorentino Editore, 1978.
- Santitá!, Milano, Joppolo Editore, 1996, ISBN 978-88-8023-076-2.
- Holiness!, Montreux, London, Washington, Minerva Press, 1996, ISBN 978-1-86106-004-4.
- La Decima Musa, Napoli, M. D'Auria, 2005, ISBN 978-88-7092-246-2.
- Enigmi e follia dei numeri, Firenze, L'Autore Libri, 2008, ISBN 978-88-517-1686-8.
- India mistica e misteriosa, Firenze, Firenze Libri, 2008, ISBN 978-88-7256-154-6.
- Sulle orme di Alessandro Magno (Ai confini con la Cina), Firenze, L'Autore Libri, 2009, ISBN 978-88-517-1946-3.
- Quando Dio scende in terra, Roma, Sandro Teti Editore, 2011, ISBN 978-88-88249-22-3.
- L'India nel cuore, Milano, Baldini & Castoldi, 2012, ISBN 978-88-6620-573-9. (Premio letterario nazionale Albori Costa d'Amalfi 2012 - Vietri sul Mare 2012 - Finalista XIX edizione Premio Letterario "Domenico Rea 2013").
- La porta degli esili sogni, Milano, Cairo Editore, 2017, ISBN 978-88-6052-775-2.
- Transiberiana, Roma, Sandro Teti Editore, 2017, ISBN 978-88-99918-11-8.
- Equatore, Milano, Cairo Editore, 2019, ISBN 978-88-309-0006-6.
- L'Uzbekistan di Alessandro Magno, Sandro Teti Editore, 2019, ISBN 978-8899-9187-12.
- Racconti di viaggi geografie storie e cose, Sandro Teti Editore, 2021, ISBN 978-8831-4922-63.
- Pigafetta e Magellano - Un viaggio alla fine del mondo, Sandro Teti Editore, 2023, ISBN 978-8831-4927-44.
- Miryam - Il segreto della Madre, Baldini+Castoldi - La nave di Teseo, 2025, ISBN 979-12-5494-284-1.